# Back Stage (film fra 1919)
Back Stage er en amerikansk stumfilm fra 1919 af Roscoe Arbuckle.